# Franz Saran
Franz Ludwig Saran, född 27 oktober 1866 i Altranstädt, död 22 april 1931 i Erlangen, var en tysk filolog. 
Saran promoverades 1889 till filosofie doktor i Halle an der Saale, blev 1905 extra ordinarie och 1913 ordinarie professor i tysk filologi i Erlangen. Han var en av de yngre tyska metriker, som med stor framgång förnyade den moderna metrikens metoder genom empirisk analys, i vissa fall eggande till ytterligare undersökningar, i andra åter redan framme vid betydelsefulla resultat. Han utgav sedan 1909 "Bausteine zur Geschichte der neueren deutschen Literatur".